# Егрек
Егрек (болг. Егрек) — село в Болгарии. Находится в Кырджалийской области, входит в общину Крумовград. Население составляет 637 человек.

## Политическая ситуация
В местном кметстве Егрек, в состав которого входит Егрек, должность кмета (старосты) исполняет Аптула Юсеинов Карафеизов (Движение за права и свободы (ДПС)) по результатам выборов.
Кмет (мэр) общины Крумовград — Себихан Керим Мехмед (Движение за права и свободы (ДПС)) по результатам выборов.